# Lori Tan Chinn
Lori Tan Chinn, född 1948 i Seattle, är en amerikansk skådespelare.
Chinn har bland annat medverkat i TV-serierna Orange Is the New Black (2013-2019). Hon har även medverkat i filmerna En hon-djävuls liv och lustar från 1989 och Joy Ride från 2023.

## Filmografi (i urval)
- 1989 – En hon-djävuls liv och lustar
- 2013–2019 – Orange Is the New Black (TV-serie)
- 2022 – Röd
- 2023 – Joy Ride
- 2023 – Strange Planet (TV-serie)